# حسن عباس نصر الله
حسن عبّاس نصرالله من أعلام بعلبك والبقاع، له مؤلفات ودراسات كثيرة في عدّة فنون أهمها موسوعته عن تاريخ بعلبك وحاضرها وأحزابها وحياتها الإجتماعيّة وكذلك عن خليل مطران؛ أهل البيت وعن نهج البلاغة والنجف وغيرها من الدراسات.

## الدراسة
- حائز على إجازة في اللغة العربيّة وآدابها من جامعة بيروت العربية عام 1969م.
- حائز على دبلوم دراسات عليا من جامعة القديس يوسف ـ بيروت عام 1972م.
- حائز على دكتوراه في اللغة العربيّة وآدابها من جامعة القديس يوسف ـ بيروت عام 1980م.

## عمله الأكاديمي
عمل أستاذاً في الجامعة اللبنانية (فرع البقاع).

## مؤلفاته
1. «تاريخ بعلبك» جزءآن: «التاريخ السياسيّ والثقافيّ والعمرانيّ »، ط 1، بيروت 1984م. ط 2، «قمر العشيرة»، بيروت 2005م.
2. «دولة المرابطين في المغرب والأندلس »، عهد يوسف بن تاشقين، بيروت، دار النهضة العربيّة، 1985م.
3. «العصر الذهبي لدولة الأدارسة»، دار النهضة، 1987م.
4. «الحركات الحزبيّة في بعلبك»، بيروت 1994م.
5. «الحياة الإجتماعيّة في بعلبك »، بيروت، دار القارئ 2009م.[3]
6. «ألوان الكلام: ينابيع بلاغة»: أسرار الكلمة العربيّة، ألوان البيان، البديع، الموسيقى والعروض، مؤسسة الوفاء، بيروت، ط 1، 1985م. ط 2، 1987م.
7. «ذو الرمة شاعر الصحراء»، بيروت 1984م.
8. «تاريخ كرك نوح » منشورات المستشاريّة الثقافيّة للجمهوريّة الإسلاميّة بدمشق 1985م.
9. «الأدب السياسيّ الملتزم بالإسلام»، بيروت، دار التعارف 1986م.
10. «خليل مطران بين التّقليد والتجديد»،بيروت، دار القارئ 1993م.
11. «رحيل الصليبيين عن الشرق في العصور الوسطى »، دار النهضة، 1995م.
12. «دولة الأدارسة في المغرب والأندلس»، دار النهضة، 1996م.
13. «تاريخ العرب السياسيّ في الأندلس»، دار النهضة، 1997م.
14. «الإمام الحسين قبس من نبّوة»، بيروت، دار الغدير 1997م.[4]
15. «الوعي بمناهضة الغزو الصهيونيّ»، بيروت 2000م.[5]
16. «نثر أحلى من الشعر »، الدار الإسلاميّة، بيروت، 2002م.
17. «منهجيّة البحث والتّأليف »، بعلبك، الوفاء، 2005م.
18. «جمهوريّة الحكمة في نهج البلاغة»، بيروت، دار القارئ، 2006م.
19. «المدخل إلى علم التاريخ»، دار النهضة، 2007م.
20. «الحب في قرية جنوبيّة، وأحلى القصص»، دار القارئ، 2011م.[6]
21. «الطاهرة» رواية، رومنسيّة.. بيروت، دار القارئ، 2012م.[7]
22. «سيرة أهل البيت »، تجليات للإنسانيّة، بيروت، 2012م.[8][9]
23. «الإسلام والإنسان »، بيروت، دار القارئ، 2013.
24. «اللغة والعبادات»، دار القارئ، 2014م.
25. «النّجف الأشرف »: ألقُ معرفة، ووهجُ نضال، بيروت، دار القاريْ، 2014م.[10]
26. «الإسلام والتكفير » التكفيريون، دار القاريْ، 2015م.
27. «معجم الحيوان»، دار القاريْ 2015م.
28. «الحركة الأدبيّة في النهضة العراقيّة» أطروحة دكتوراه.[1]